# Christoph Schubert (Altphilologe)
Christoph Schubert (* 1970 in Straubing) ist ein deutscher Klassischer Philologe.
Christoph Schubert studierte Latein, Französisch, später auch Griechisch sowie Mittel- und Neulatein an den Universitäten Erlangen, Paris und Jena. 1995 legte er das Erste Staatsexamen ab, 1998 wurde er bei Severin Koster und Walter Kißel mit der Dissertation Studien zum Nero-Bild in der lateinischen Dichtung der Antike promoviert.
Seit 1998 arbeitete Schubert als wissenschaftlicher Mitarbeiter an der Universität Jena (bei Christoph Markschies und Gerlinde Huber-Rebenich). 2002 kehrte er als Assistent an die Universität Erlangen zurück, wo er sich 2006 mit Studien zu Ambrosius’ Schrift „De Noe“ habilitierte. Nach Lehrstuhlvertretungen in Jena, Regensburg, Berlin (HU), Bochum und Köln folgte er 2010 einem Ruf auf die W2-Professur für Klassische Philologie/Latein an die Bergische Universität Wuppertal. Rufe auf eine Professur (2010) sowie auf einen Lehrstuhl (2013) für Klassische Philologie an der Universität zu Köln lehnte Schubert ab. Seit dem 1. April 2017 ist er als Nachfolger von Severin Koster bzw. Walter Kißel Inhaber des W3-Lehrstuhls für Klassische Philologie (Latinistik) an der Friedrich-Alexander-Universität Erlangen-Nürnberg.
Schuberts Forschungsschwerpunkte sind die lateinische Dichtung des 1. Jahrhunderts n. Chr., die christliche lateinische Literatur des 3. und 4. Jahrhunderts sowie die Editionsphilologie.

## Schriften
- Studien zum Nerobild in der lateinischen Dichtung der Antike (= Beiträge zur Altertumskunde. Band 116). Teubner, Stuttgart/Leipzig 1998, ISBN 3-519-07665-9.
- mit Torsten Krannich und Claudia Sode: Die ikonoklastische Synode von Hiereia 754. Einleitung, Text, Übersetzung und Kommentar ihres Horos (= Studien und Texte zu Antike und Christentum. Band 15). Mohr Siebeck, Tübingen 2002, ISBN 3-16-147931-9.
- mit Claudia Schubert: Richardus Sbrulius, Magnanimus. Die lateinische Fassung des Theuerdank Kaiser Maximilians I. (= Helfant Texte. Band 12). Helfant, Remchingen 2002, ISBN 3-935674-01-5.
- Minucius Felix, Octavius. Übersetzt und erklärt (= Kommentar zu frühchristlichen Apologeten. Band 12). Herder, Freiburg 2014, ISBN 978-3-451-29049-7.